# Niccolò Perotti
Niccolò Perotti, també conegut com a Perotto o Nicolaus Perottus (1429 – 14 desembre 1480) fou un humanista italià i autor d'un del primeres gramàtiques escolars llatines modernes.
Nascut a Sassoferrato (prop de Fano), Marques, va estudiar amb Vittorino da Feltre a Màntua el1443, i a continuació a Ferrara amb Guarino. També estudià a la Universitat de Pàdua. Als divuit anys va passar algun temps a casa de l'anglès William Grey, posteriorment Lord High Treasurer, que viatjava per Itàlia i fou alumne de Guarino. Va transcriure textos pera Grey i el va acompanyar a Roma quan va traslladar-se allà.
Fou un secretari de Cardinal Basilius Bessarion el 1447, i va escriure una biografia d'ell el 1472.
De 1451 a 1453 va ensenyar retòrica i poesia a la Universitat de Bologna. El 1452 fou nomenat Poeta Llorejat a Bolonya per l'emperador Frederic III, com a reconeixement del discurs de benvinguda que havia compost. El 1455 esdevingué secretari del papa Calixt III. El 1456 fou ordenat, i des del 1458 fou Arquebisbe de Siponto. Ocasionalment actuà com a governador papal a Viterbo (1464–69), Spoleto (1471-2) i Perusa (1474–77). També viatjà en missions diplomàtiques a Nàpols les i Alemanya.
En nom del papa Nicolau V va traduir la Història romana, de Polibi, per la que el Papa li va pagar cinc-cents ducats.
Va escriure una gramàtica escolar llatina, Rudimenta Grammatices (impresa per Pannartz i Sweynheim el 1473), una de les primeres i més populars gramàtiques de llatí del Renaixement, que intentava excloure moltes paraules i construccions d'origen medieval, més que clàssic. Descrita per Erasme com "acurada, però no pedant", esdevingué un best seller del seu temps, essent objecte de 117 impressions i venent-se'n 59,000 còpies a Itàlia, Espanya, Alemanya, França i els Països Baixos fins a final del segle; a més de vendre's unes 12,000 còpies suplementàries de l'adaptació de l'obra per part de Bernardus Perger, Grammatica Nova. Amb Pomponio Leto, va produir, la dècada del 1470, una versió de l'Epigrammaton del poeta Marcial. Un llibre sobre Marcial, Cornu Copiae - en part comentari, en part diccionari - va ser completat per Perotti el 1478 i imprès després de la seva mort, el 1489, esdevenint un altre best seller. Un comentarista el calificà d' "una enciclopèdia immensa del món clàssic. Cada vers, de fet cada paraula del text de Marcial, és un ganxo on Perotti hi penja una tela estretament teixida amb els seus coneixements lingüistics, històrics i cultrurals". Fou dedicat al condottiere Federico III da Montefeltro.
Fou també d'alguna manera un controversialista i va criticar obertament Domizio Calderini per la seva obra sobre Marcial. Va ser implicar-se en la disputa de Lorenzo Valla amb l'escriptor Poggio Bracciolini, i el 1453 va enviar un assassí perquè matés Poggio, llavors Canceller de Florència. Quan l'intent fallà i el govern florentí protestà, fou forçat per Bessarion, el seu ocupador, a escriure una disculpa a Poggio.
Perotti estava tan encès pel nombre d'errors en l'edició impresa de la Història Natural de Plini a càrrec de Giovanni Andrea Bussi, que va escriure al papa demanant-li de nomenar un grup de correctors experts (com ell mateix) a fi de revisar qualsevol escrit abans no fos imprès. Això ha estat descrit com la primera petició de censura de publicacions. Fou posteriorment acusat per un altre estudiós d'introduïr 275 errors seriosos en el text quan ell va elaborar la seva pròpia versió de l'obra.
Una col·lecció de fàbules de Fedre, no conegudes per cap altra font, fou descoberta per Perotti en un manuscrit que avui dia resta perdut. La versió de Perotti les conserva a la Biblioteca de Vaticà i és coneguda com a l' "Apèndix de Perotti".
Juntament amb el llibreter florentí Vespasiano da Bisticci, va col·leccionar llibres per a la biblioteca papal. Va morir en Sassoferrato el 1480.